# Sundridge with Ide Hill
Sundridge with Ide Hill est une paroisse civile du Kent, en Angleterre.